# Kirby: Mass Attack
Kirby: Mass Attack (あつめて！カービィ (Atsumete! Kābī, lit. "Rassembler! Kirby")) est un jeu vidéo de plates-formes-action édité par Nintendo et développé par HAL Laboratory. Il est sorti sur Nintendo DS le 4 août 2011 au Japon, le 19 septembre 2011 en Amérique du Nord et le 28 octobre 2011 en Europe.

## Système de jeu
Les 10 Kirby doivent être réunis pour franchir les niveaux, et battre les ennemis. À l'aide exclusive du stylet, ils se réunissent sur les ennemis et leur assènent des coups fatals. Si un Kirby est touché, il meurt, mais il peut être ramené par les autres.

## Scénario
Kirby se prélassait, comme à son habitude, lorsque Popstar est envahie par le Gang Crâne, dirigé par leur chef, Nécrodéus, le seigneur crâne. Celui-ci divise magiquement Kirby en dix petites copies du héros rose. Ils doivent alors se réunir pour franchir les obstacles, infiltrer le repaire de Nécrodéus et le battre, pour redevenir unis.

## Média
Cinq volumes de manga de la série, intitulé Atsumete! Kirby (あつめて！カービィ, Atsumete! Kābī, lit. "Rassembler! Kirby") a été écrit par Chisato Seki et illustré par Yumi Tsukirino. Il a été publié au Japon, à partir de 2016, par Asahi Production, sérialisé dans le réseau social en ligne basé sur le service Facebook. Atsumete! Kirby terminé en 2016. Trois volumes du manga est sorti au Japon appelés « カービィマスター (Kirby MASTER) », qui avait toutes les pages pour chaque manga en couleurs et ont des histoires inédites.